# Ayla Hallberg Hossain
Ayla Hallberg Hossain (* 23. Dezember 2006) ist eine schwedische Leichtathletin, die sich auf den Weitsprung spezialisiert hat.

## Sportliche Laufbahn
Zu Beginn ihrer Karriere konzentrierte sich Ayla Hallberg Hossain im Jahr 2022, als sie bei den U18-Europameisterschaften in Jerusalem mit einer Weite von 6,39 m die Goldmedaille gewann. Im Jahr darauf belegte sie bei den U20-Europameisterschaften ebendort mit 6,50 m den vierten Platz und 2024 gelangte sie bei den U20-Weltmeisterschaften in Lima mit 6,01 m auf den zehnten Platz. Im Jahr darauf belegte sie bei den U20-Europameisterschaften in Tampere mit 6,37 m erneut den vierten Platz.
2025 wurde Hallberg Hossain schwedische Meisterin im Weitsprung.